# Giric d'Escòcia
Giric d'Escòcia, Grig o Gregori, fou rei d'Escòcia, conjuntament amb el seu germà Eochaid, el cinquè del regne unificat de Scone. Era fill del rei Run de Strathclyde, i net, per via materna, de Kenneth I. Va succeir el 878 a Aed, fill de Kenneth Mac Alpine. Del seu regnat se sap que hi va haver un eclipsi de sol i, per tant, s'ha pogut datar amb més precisió. Va fer conquestes a Bernícia i Nortúmbria i fou el primer que va donar llibertat a l'Església. Ell i el seu germà foren vençuts pels vikings a Dollar (Stirling) el 875, de manera que hagueren d'aixoplugar-se a Perth.
Fou destronat el 889 i probablement morí aquell mateix any. Se sap molt poc de la seva vida, tot i que alguns historiadors posteriors l'han volgut presentar com alliberador del poble escocès contra els escandinaus.